# Lajos Abafi
Lajos Abafi, vlastním jménem Ludwig Abafi-Aigner (11. února 1840 Nagy–Jécsa, Uhersko, dnes Iecea Mare v Rumunsku – 19. června 1909 Budapešť), byl maďarský amatérský entomolog – lepidopterolog, spisovatel, historik a historik literatury, vydavatel a knihkupec německého původu.

## Životopis
Jeho německá rodina se roku 1858 přistěhovala do Bratislavy, kde se Ludwig naučil maďarsky. V roce 1863 přesídlili opět do Budapešti. Po skončení základní školy se Ludwig věnoval studiu historie v Kolíně nad Rýnem a ve Stuttgartu. Později pracoval jako vydavatel a obchodník s knihami v Budapešti. Věnoval se zejména studiu historie a otázkám kultury. Změnil si německé jméno Ludwig na maďarské Lajos a začal používat maďarský pseudonym Abafi. Roku 1870 se stal svobodným zednářem.
Napsal například práci o básnickém díle významného maďarského básníka Sándora Petőfiho, ale i několikasvazkovou práci o historii svobodných zednářů v Rakousko-Uhersku, jíž se věnoval asi 12 let. V druhé polovině svého života se věnoval zejména studiu motýlů, jejich sběru a publikoval několik významných prací z tohoto oboru. Jeho podnik během let 1880–1890 postupně upadal, proto v roce 1890 ukončil svoji činnost a nadále se věnoval již jen entomologii.

## Entomologické aktivity
Abafi patřil k prvním entomologům, kteří zkoumali uherskou motýlí faunu. Je také znám jako autor nekrologů některých významných uherských entomologů publikovaných v maďarském entomologickém časopise Rovartani lapok, k jehož redaktorům Lajos Abafi-Aigner patřil.
Jako spoluautor a redaktor se taktéž podílel na přípravě katalogu uherské fauny Fauna Regni Hungariae (Fauna království maďarského). Jeho kniha „Magyarország lepkéi“ (Maďarští motýli) z roku 1907 byla značně populární a ovlivnila několik generací uherských entomologů.
Část Abafiho sbírky hmyzu se dochovala v budapešťském Národním přírodovědném muzeu.

## Dílo
- A magyar népdalról, 1872
- Mikes Kelemen, 1872
- Feszler Ignác Aurél, 1878
- Geschichte der Freimaurerei in Oesterreich-Ungarn, 5 vols., Budapest 1890–1899
- A szabadkőművesség története Magyarországon
- Az olaszországi magyar légió történetéhez

### Spoluautorství
- Abafi-Aigner, L. et Pável, J. et Uhryk, F.: Fauna Regni Hungariae. Ordo. Lepidoptera, 1900
- Abafi-Aigner, L. et Horváth, G.: Magyarország lepkéi, 1907
- Abafi-Aigner, L.: Adalék a Magyar Tengermellék, Horvátország és Dalmáczia lepkefaunájához. Rovartani lapok, 1910